# 53 Pułk Piechoty (LWP)
 53 pułk piechoty (53 pp) – oddział piechoty ludowego Wojska Polskiego.
Pułk sformowany w 1945 na bazie 8 zapasowego pułku piechoty. Podporządkowany dowódcy 15 Dywizji Piechoty. Stacjonował w Ostródzie. Wiosną 1955 przeformowany został w 53 pułk zmechanizowany 15 DZ. Ostatecznie rozformowany w 1957 roku.

## Skład etatowy
- dowództwo i sztab
- 3 bataliony piechoty
- kompanie: przeciwpancerna, rusznic ppanc, łączności, gospodarcza
- baterie: działek 45 mm, dział 76 mm, moździerzy 120 mm
- plutony: zwiadu, saperów, żandarmerii
- pułkowa szkoła podoficerska
- izba chorych

Etatowo stan żołnierzy w pułku wynosił 1604.

## Żołnierze pułku
- Leopold Raznowiecki
- Michał Zieliński (1905–1972)